# پلاتنهارنر
پلاتنهارنر (به لاتین: Plattenhörner) یک کوه در سوئیس است که در کانتون گراوبوندن واقع شده‌است. پلاتنهارنر ۳٬۲۲۰ متر بالاتر از سطح دریا واقع شده‌است.